# Караваджо (град)
 Тази статия е за града в Италия.  За художника вижте Микеланджело да Караваджо.  
Карава̀джо (на италиански: Caravaggio, на източноломбардски: Careàs, Кареас) е град и община в Северна Италия, провинция Бергамо, регион Ломбардия. Разположен е на 111 m надморска височина. Населението на общината е 16 143 души (към 2013 г.).
От този град е взел името си известният художник Микеланджело Меризи, наречен да Караваджо, тъй като тук са живели неговите родители.